# Джеймі Стегмаєр
Дже́ймі Стегма́єр (англ. Jamey Stegmaier; нар. 1981) — американський автор настільних ігор, видавець та письменник. Він є генеральним директором видавництва Stonemaier Games, у якому він видає власні ігри та ігри інших авторів.

## Біографія
Джеймі Стегмаєр виріс у Вірджинії та навчався у Вашингтонському університеті в Сент-Луїсі, Міссурі. Там він разом з Аланом Стоуном заснував видавництво Stonemaier Games і випустив свою першу гру Viticulture у 2013 році після успішної кампанії на Kickstarter. Завдяки Kickstarter він також реалізував гру Euphoria та кілька доповнень до Viticulture, зокрема Tuscany: Expand the World of Viticulture у 2014 році. У 2015 році вийшли Viticulture Essential Edition та Tuscany Essential Edition, а також його книга A Crowdfunder's Strategy Guide: Build a Better Business by Building Community (Стратегічний посібник для краудфандера: побудова кращого бізнесу через побудову спільноти), в якій він поділився своїм досвідом краудфандингу та роботи з платформою Kickstarter, про що він також пише у своєму видавничому блозі в розділі kickstarter lessons.
У 2016 році вийшла стратегічна гра Scythe, яка була видана на міжнародному рівні та отримала нагороди. Українська версія гри була опублікована видавництвом Geekach Games. Для Scythe також було випущено кілька доповнень. У 2017 році на ринок вийшла гра Charterstone, яка використовує механіку Legacy, тобто розвивається з кожною новою партією.

## Видання

### Людографія
- Viticulture (з Аланом Стоуном; 2013)
- Euphoria: Build a Better Dystopia (з Аланом Стоуном; 2013)
- Tuscany: Expand the World of Viticulture (з Мортеном Монрадом Педерсеном та Аланом Стоуном, 2014)
- Viticulture Essential Edition (з Мортеном Монрадом Педерсеном та Аланом Стоуном, 2015)
- Tuscany Essential Edition (з Мортеном Монрадом Педерсеном та Аланом Стоуном, 2015)
- Scythe (2016)
- Scythe: Invaders from Afar (2016)
- Scythe: The Wind Gambit (з Каєм Штарком, 2017)
- Charterstone (2017)
- Scythe: The Rise of Fenris (з Раяном Лопесом Девінаспре, 2018)
- My Little Scythe (2018)
- Viticulture: Visit from the Rhine Valley (2018)
- Tapestry (2019)

### Книги
- A Crowdfunder's Strategy Guide: Build a Better Business by Building Community. (2015)

## Нагороди
- Swiss Gamers Award
  - Scythe (2017)
- As d'Or - Jeu de l'Année Expert
  - Scythe (2017)
- Deutscher Spiele Preis
  - Scythe: 2017, 4 місце
- International Gamers Award
  - Scythe: номінація 2017
- Japan Boardgame Prize
  - Viticulture: Essential Edition: 2017, Вибір гравців, 7 місце